# Ріхард Веттштайн

Ріхард Веттштайн (нім. Richard Wettstein; 30 червня 1863, Відень — 10 серпня 1931, Трінс) — австрійський ботанік.
Ріхард Веттштайн відомий ботанік, автор теорії походження двостатевої квітки покритонасінних з декількох одностатевих (як чоловічих, так і жіночих) квіток голонасінних та заснованої на ній філогенетичної системи. Один з творців морфолого-географічного методу у систематиці рослин. Відкрив явище сезонного диморфізму квіткових рослин. У питаннях еволюції дотримувався ламаркістських поглядів.

## Біографія
Веттштайн навчався у Відні, де він був учнем Антона Кернера (1831—1898) та одружився з його донькою Аделлю.
З 1892 року — професор університету у Празі, з 1899 року — професор Віденського університету та директор Ботанічного інституту та саду у Відні. З 1901 року — президент Віденського зоологічного-ботанічного товариства.
У 1905 році — співпрезидент II Міжнародного ботанічного конгресу, що пройшов у Відні.
Почесний член АН СРСР (1927).
Здійснив наукові експедиції — спочатку територією Бразилії, згодом, разом із сином, Південною та СхідноюАфрикою.
Його син, Фріц фон Веттштейн, також був ботаніком.

## Вшанування
На честь Ріхарда Веттштайна названо два роди рослин:
- Wettsteinia Petrak
- Wettsteiniola Suesseng.

## Наукові праці
- Nolanaceae, Solanaceae, Scrophulariaceae, 1891.[6]
- Grundzüge der geographisch-morphologischen Methode der Pflanzensystematik, 1898
- Botanik und Zoologie in Österreich 1850—1900, 1901
- Der Neo-Lamarckismus und seine Beziehungen zum Darwinismus, 1903
- Handbuch der systematischen Botanik, 1901—1908[7][8]